# Rioteria flava
Rioteria flava är en tvåvingeart som beskrevs av Zeegers 2007. Rioteria flava ingår i släktet Rioteria och familjen parasitflugor. Inga underarter finns listade i Catalogue of Life.